# Acontia quadriplaga
Acontia quadriplaga är en fjärilsart som beskrevs av Smith 1900. Acontia quadriplaga ingår i släktet Acontia och familjen nattflyn. Inga underarter finns listade i Catalogue of Life.